# Best Scandal
Best Scandal (стилиризуется как BEST★SCANDAL) — дебютный японский студийный альбом японской поп-рок группы Scandal. Он был выпущен в трех версиях с разными обложками: обычная версия CD только, ограниченная версия, которая состоит из CD с DVD, и коллекционное издание состоит из компакт-диска и журнального столика книги (фотокнига). SCANDAL BY SCANDAL - это 284-страничная журнальная книга, в которой представлены фотографии участников группы, сделанные самими участниками группы. Альбом достиг #5 в недельных чартах Oricon и держался в чартах 21 неделю.

## Трек-лист
| №   | Название                                                       | Автор(ы)                            | Composition, Arrangement                  | Длительность |
| --- | -------------------------------------------------------------- | ----------------------------------- | ----------------------------------------- | ------------ |
| 1.  | «SCANDAL BABY»                                                 | Tomomi Ogawa, Yuichi Tajika         | Yuichi Tajika, Keita Kawaguchi            | 5:04         |
| 2.  | «Shoujo S» (少女S; Girls)                                      | Tomomi Ogawa                        | Yuichi Tajika, Iijima Ken                 | 3:11         |
| 3.  | «DOLL»                                                         | TOMOMI                              | Satoshi Tokita, Susumu Nishikawa, SCANDAL | 3:24         |
| 4.  | «Koi Moyou» (恋模様; Love Pattern)                             | Haruna Ono                          | MASTERWORKS                               | 3:44         |
| 5.  | «Yumemiru Tsubasa» (夢見るつばさ; Dreaming of Wings)           | SCANDAL, Aiji Hayama, Sachio Kubota | Sachio Kubota, Katsu Hoshi                | 3:44         |
| 6.  | «Anata ga Mawaru» (アナタガマワル; You Are Spinning)           | Tomomi Ogawa, Noriyasu Isshiki      | Noriyasu Isshiki, A×S×E                   | 4:19         |
| 7.  | «Space Ranger» (スペースレンジャー)                            | Tomomi Ogawa, Haruna Ono            | Ryosuke Shimohata, MASTERWORKS            | 3:30         |
| 8.  | «Ring! Ring! Ring!»                                            | Mami Sasazaki, Yuichi Tajika        | Yuichi Tajika, Keita Kawaguchi            | 3:45         |
| 9.  | «Maboroshi Night» (マボロシナイト; Phantom Night)              | SCANDAL, Ken Iijima                 | Ken Iijima                                | 3:48         |
| 10. | «Kimi to Yoru to Namida» (キミと夜と涙; You, Night, and Tears) | Rina Suzuki, Ken Iijima             | Ken Iijima , Ryo Eguchi                   | 4:21         |
| 11. | «Hitotsu Dake» (ひとつだけ; Only One)                          | Haruna Ono                          | Koichi Tsutaya, Tomohiro Okubo            | 3:19         |
| 12. | «SAKURA Goodbye» (SAKURAグッバイ; Cherry Blossom Goodbye)      | Tomomi Ogawa, MASTERWORKS           | MASTERWORKS, Kotaro Kubota                | 3:56         |
| 13. | «Kagerou -album mix-» ((カゲロウ; Mayfly))                     | Tomomi Ogawa, MASTERWORKS           | Jin Nakamura                              | 4:27         |

| №   | Название                                                                   | Длительность |
| --- | -------------------------------------------------------------------------- | ------------ |
| 1.  | «Space Ranger (Music video)»                                               |              |
| 2.  | «Koi Moyou (Music video)»                                                  |              |
| 3.  | «DOLL (Music video)»                                                       |              |
| 4.  | «SAKURA Goodbye (Music video)»                                             |              |
| 5.  | «Shoujo S (Music video)»                                                   |              |
| 6.  | «BEAUTeen!! (Music video)»                                                 |              |
| 7.  | «Yumemiru Tsubasa (Music video)»                                           |              |
| 8.  | «S.L. Magic (Pre-debut U.S.-France-Hong Kong music documentary video)»     |              |
| 9.  | «Koi no Kajitsu (Pre-debut U.S.-France-Hong Kong music documentary video)» |              |
| 10. | «Shoujo S (Making of the music video)»                                     |              |
| 11. | «Yumemiru Tsubasa (Making of the music video)»                             |              |

## Примечание
После трехлетнего перерыва Солли возобновила свою музыкальную карьеру в 2018 году с синглом «Dayfly», при участии Dean,  прежде чем дебютировать сольно в июне 2019 года с одним альбомом «Goblin».
14 октября в 15:21 часов Солли была найдена мёртвой ее менеджером в своем доме в Соннаме, к югу от Сеула. 
Её менеджер пришёл домой к Солли из-за того, что не смог до неё дозвониться с 18.30 вечера предыдущего дня.
Полиция не нашла никаких следов преступления и пришла к выводу, что причиной смерти стало самоубийство, однако предсмертной записки нет.